# Raccontami...
Raccontami... è un singolo del cantautore italiano Francesco Renga, pubblicato nel febbraio 2001 come unico estratto dalla riedizione del primo album in studio Francesco Renga.

## Descrizione
Scritto da Renga stesso insieme a Umberto Iervolino, il singolo è stato presentato per la prima volta dal vivo al Festival di Sanremo 2001, dove Renga si presentò nella categoria "Nuove proposte"; il brano si piazzò sesto nella classifica finale del Festival, ottenendo tuttavia il Premio della Critica "Mia Martini" e il  Premio della Sala Stampa Radio e TV.
Raccontami contribuì notevolmente a lanciare la carriera di Renga, tanto che l'anno successivo il cantautore partecipò nuovamente a Sanremo, accedendo direttamente alla categoria dei "campioni".

## Tracce
1. Raccontami...
2. ...Via!
3. Raccontami... (base)

## Classifiche
| Classifica (2001) | Posizione massima |
| ----------------- | ----------------- |
| Italia            | 24                |